# Чела (Адіґені)
Чела (груз. ჭელა) — село в Грузії.
За даними перепису населення 2014 року в селі проживає 177 осіб.